# Distretto di Kameda
Il distretto di Kameda (亀田郡?) è uno dei distretti della sottoprefettura di Oshima, Hokkaidō, in Giappone.
Attualmente comprende il solo comune di Nanae.